# Liste des sous-espèces du coyote
Cet article présente une liste des sous-espèces du coyote (Canis latrans), qui recense toutes les sous-espèces actuelles et éteintes. Elles sont classés par ordre alphabétique dans un tableau triable contenant leur nom, l'auteur du taxon, une description courte, la distribution, les synonymes et la photographie d'un spécimen.

## Évolution du nombre de sous-espèces
En 2005, 19 sous-espèces sont reconnues par l'encyclopédie Mammal Species of the World,.

## Variations
La variation géographique chez les coyotes n'est pas importante, bien que dans l'ensemble, les sous-espèces orientales (C. l. thamnos et C. l. frustor) sont de grands animaux foncés, avec un pâlissement graduel de la couleur et une diminution de la taille vers l'ouest et vers le nord (C. l. texensis, C. l. latrans, C. l. lestes, and C. l. incolatus), un éclaircissement des tons ocres (orange profond ou brun) vers la côte pacifique (C. l. ochropus, C. l. umpquensis), une diminution de la taille dans le Sud-Ouest des États-Unis (C. l. microdon, C. l. mearnsi) et une tendance générale vers des couleurs rougeâtres foncées et des museaux courts chez les populations mexicaines et centraméricaines.

## Liste
| Sous-espèce                                           | Auteur du taxon          | Description | Distribution | Synonymes                                                       | Image |
| ----------------------------------------------------- | ------------------------ | --- | --- | --------------------------------------------------------------- | ----- |
| Coyote des plaines C. l. latrans sous-espèce nominale | Say, 1823                | Sous-espèce la plus grande. Pelage de couleur pale et porte de grandes molaires et carnassières. | Depuis les Grandes Plaines de l'Alberta, le Manitoba, et sud de la Saskatchewan jusqu'au Nouveau-Mexique et la Texas Panhandle | C. l. nebracensis (Merriam, 1898)C. l. pallidus (Merriam, 1897) |       |
| Coyote mexicain C. l. cagottis                        | C. E. H. Smith, 1839     | Similaire à C. l. peninsulae, mais plus grand et rouge, il a des oreilles plus courtes, de plus grandes dents, et un museau plus large.                                                                                     | États d'Oaxaca, San Luis Potosí, Puebla, et Veracruz au Mexique |                                                                 |       |
| Coyote de San Pedro Martir C. l. clepticus            | Elliot, 1903             | Petite sous-espèce, il a une fourrure d'été rougeâtre et un crâne court et large. | Nord de la Basse-Californie et sud-ouest de la Californie |                                                                 |       |
| Coyote du Salvador C. l. dickeyi                      | Nelson, 1932             | Grande sous-espèce, il a une taille égale à C. l. lestes, mais a des dents plus petites et un poil plus foncé. | Connu à l'origine uniquement au Cerro Mogote, 2 mi (3,218688 km) à l'ouest de la rivière Goascorán dans La Unión, en janvier 2013, il a étendu son aire de répartition jusqu'au sud du Panama.                                                                           |                                                                 |       |
| Coyote du Sud-Est C. l. frustor                       | Woodhouse, 1851          | Similaire à C. l. peninsulae, mais plus grand et plus pâle, avec des oreilles plus courtes et un museau plus long. | Sud-est et extrême est du Kansas, Oklahoma, Texas, Missouri, et Arkansas |                                                                 |       |
| Coyote du Belize C. l. goldmani                       | Merriam, 1904            | Plus grand des coyotes mexicains, il a une taille proche de C. l. latrans, mais son museau est plus court. | Connu seulement de la région mexicaine de San Vicente, au Chiapas, près de la frontière guatémaltèque, bien qu'il pourrait aussi être le coyote de l'ouest du Guatemala.                                                                                                 |                                                                 |       |
| Coyote du Honduras C. l. hondurensis                  | Goldman, 1936            | Petite sous-espèce de couleur rufus (en), sa fourrure est grossière et mince, et son crâne large. | Connu seulement en rase campagne du nord-est d'Archaga, au nord de Tegucigalpa |                                                                 |       |
| Coyote du Durango C. l. impavidus                     | Allen, 1903              | Similaire à C. l. cagottis de par sa couleur, mais bien plus grand. | Sonora méridional, extrême sud-ouest du Chihuahua, Durango occidental, Zacatecas occidental et Sinaloa |                                                                 |       |
| Coyote du Nord C. l. incolatus                        | Hall, 1934               | Sous-espèce de taille moyenne, elle a une fourrure couleur cannelle et un crâne plus concave que C. l. latrans. | Alaska, Yukon, Territoires du Nord-Ouest, nord de Colombie-Britannique et de l'Alberta |                                                                 |       |
| Coyote de l'île Tiburón C. l. jamesi                  | Townsend, 1912           | Plus pâle que C. l. mearnsi, il a des dents plus lourdes, un gros crâne et de longues oreilles. | Île Tiburón |                                                                 |       |
| Coyote des montagnes C. l. lestes                     | Merriam, 1897            | De taille et de couleur semblables à C. l. latrans, cette sous-espèce a une grande queue et des grandes oreilles. | Sud de la Colombie-Britannique et sud-est de l'Alberta, Washington à l'est de la chaîne des Cascades, Oregon, nord de la Californie, ouest du Montana, Wyoming, Colorado (sauf l'angle sud-est), centre-nord du Nevada et centre-nord de l'Utah                          |                                                                 |       |
| Coyote de Mearns C. l. mearnsi                        | Merriam, 1897            | Petite sous-espèce aux oreilles moyennes, un petit crâne et de petites dents, sa fourrure est richement colorée et brillante. Les teintes fauves sont très brillantes et recouvrent les pattes avant et arrière.            | Sud-ouest du Colorado, extrême sud de l'Utah et du Nevada, Californie de l'Est, nord-est de la Basse-Californie, Arizona, à l'ouest du Río Grande dans le Nouveau-Mexique, nord du Sonora et Chihuahua                                                                   | estor (Merriam, 1897)                                           |       |
| Coyote du Rio Grande inférieur C. l. microdon         | Merriam, 1897            | Petite sous-espèce, elle a de petites dents et un pelage plutôt foncé. La face supérieure de la patte postérieure est blanchâtre, tandis que le ventre est parsemé de poils à pointe noire.                                 | Sud du Texas et nord du Tamaulipas |                                                                 |       |
| Coyote de la vallée de Californie C. l. ochropus      | von Eschscholtz, 1829    | Similaire à C. l. latrans et C. l. lestes, mais plus petite, plus foncée, plus colorée, avec des oreilles plus grandes, un crâne et des dents plus petites.                                                                 | Californie à l'ouest de la Sierra Nevada |                                                                 |       |
| Coyote de la péninsule C. l. peninsulae               | Merriam, 1897            | De taille et de caractéristiques similaires à C. l. ochropus, mais a des poils plus foncés et plus roux. Le dessous de la queue est plus noir que celui de C. l. ochropus, et le ventre a plus de poils aux pointes noires. | Basse-Californie du Sud |                                                                 |       |
| Coyote de l'Est C. l. var.                            | Lawrence & Bossert, 1969 | C'est un hybride de C. lupus, mais plus petit que le loup de l'Est et possède de plus petits territoires, mais il est plus grand et possède des domaines vitaux plus étendus que le coyote typique de l'Ouest.              | Nouvelle-Angleterre, New York, New Jersey, Pennsylvanie, Ohio, Virginie-Occidentale, Maryland, Delaware et Virginie. Aussi dans les provinces de l'est du Canada, Ontario, Québec, Nouveau-Brunswick, Nouvelle-Écosse, Île-du-Prince-Édouard et Terre-Neuve-et-Labrador. |                                                                 |       |
| Coyote des plaines du Texas C. l. texensis            | Bailey, 1905             | Plus petit que C. l. latrans, il a une fourrure plus brillante, plus fulgureuse. Elle ressemble à C. l. ochropus mais a de plus petites oreilles.                                                                           | La plupart du Texas, l'est du Nouveau-Mexique et le nord-est du Mexique |                                                                 |       |
| Coyote du Nord-Est C. l. thamnos                      | Jackson, 1949            | Environ la même taille que C. l. latrans, ou plus grand, mais de couleur plus foncée, il a un crâne plus large. | Saskatchewan, Manitoba (à l'exception de l'extrême sud-ouest), de l'est au sud Québec, du sud à l'est Dakota du Nord, Minnesota, Iowa, Missouri (au nord de la rivière Missouri), Michigan, Wisconsin, Illinois (sauf la partie extrême sud) et au nord de l'Indiana     |                                                                 |       |
| Coyote de la Côte Nord-Ouest C. l. umpquensis         | Jackson, 1949            | Une petite sous-espèce, elle a la fourrure foncée, teintée de roux, un crâne relativement petit et une dentition faible. | Côte de Washington et Oregon |                                                                 |       |
| Coyote de Colima C. l. vigilis                        | Merriam, 1897            | Similaire à C. l. peninsulae, mais plus foncé et plus largement coloré, il a plus de noir sur les pattes avant, et pas de noir sur la face inférieure de la queue (sauf la pointe).                                         | Côte Pacifique du Mexique de Jalisco sud à Guerrero |                                                                 |       |